# Berthelot-Inseln
Die Berthelot-Inseln (französisch Îles Berthelot) sind eine Gruppe felsiger Inseln vor der Graham-Küste des Grahamlands auf der Antarktischen Halbinsel. Sie liegen 2,5 km südwestlich des Deliverance Point und 6 km südsüdwestlich des Kap Tuxen vor der Einfahrt zur Collins Bay.
Teilnehmer der Vierten Französischen Antarktisexpedition (1903–1905) unter der Leitung Jean-Baptiste Charcots entdeckten sie. Charcot benannte sie nach dem französischen Chemiker Marcelin Berthelot (1827–1907). Green Island nördlich der Hauptinsel Berthelot-Insel steht als ASPA 108 unter dem besonderen Schutz des Antarktisvertrags.